# Composición (artes visuales)

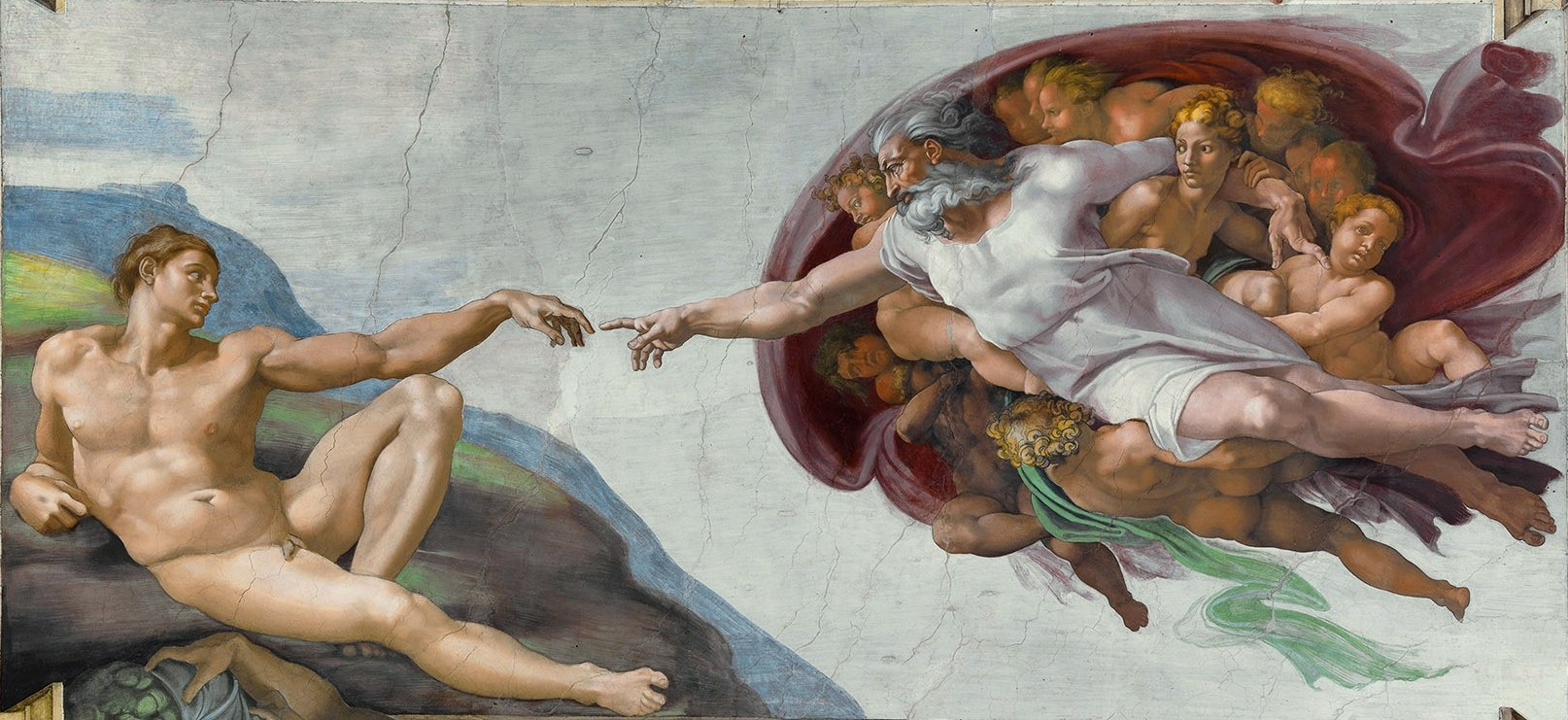
La creación de Adán de Miguel Ángel, en la Capilla Sixtina, conocido por sus composiciones.

La composición es el planeamiento del arte y la apreciación de la belleza, la colocación o el arreglo de elementos o de ingredientes en un trabajo de arte, o la selección y la colocación de elementos del diseño según principios del diseño dentro del trabajo. Contribuye a una respuesta del espectador; la obra de arte se considera dentro de lo estético, si los elementos dentro del trabajo se ordenan en una composición equilibrada (Dunstan, 1979). No obstante, existen artistas que prefieren romper las reglas de la composición tradicional, desafiando a los espectadores a reconsiderar las nociones de equilibrio, y a diseñar elementos dentro de trabajos de arte, por ejemplo los  como Salvador Dali. También puede ser pensado como la organización de los elementos del arte de acuerdo a los principios del arte.[cita requerida]
El término composición significa básicamente “organizar”. Cualquier obra de arte, de la música a la escritura, se arregla o se compone junto con el pensamiento consciente. Los diversos elementos en el total del diseño se relacionan generalmente entre sí y a su vez con la totalidad de la obra de arte (Duntan, P. 7, 1979). Hay dos tipos de composición principales: informal (basada en el peso y la tensión), y formal o simétrica, menos frecuentemente. La composición también se relaciona con el canon artístico: Por ejemplo, el bosquejo de un rostro agradable. En el Diseño gráfico y la Autoedición, la composición se refiere comúnmente como la combinación de elementos de Multimedia que motivan para que de esta manera se conectan a la Web.
La composición fue considerada principio fundamental en el arte europeo hasta principios del siglo XX, cuando es gráficamente desplazada luego de la aparición del concepto dadá. El fundamento de la estética formalista, en donde predomina la composición fue exclusivamente, fue lenta y trabajosamente desplazado por la preeminencia en el significado creado en la imagen. La preeminencia de la composición como estructurante de la obra de arte se vincula más al academicismo del siglo XIX y a las Bellas Artes que al arte contemporáneo que no admite tales reglas (objeto, performance, instalación, artes audiovisuales, etc.)
En la contemporaneidad el fundamento citado para la importancia de la composición se encuentra en la psicología de la Gestalt, desarrollada a principios del siglo XX.
La composición de las artes visuales son actividades propias del ser humano, mediante las cuales se satisfacen ciertas necesidades estéticas y prácticas. Constituyen una unidad orgánica que permite ordenar los elementos conceptuales, visuales y técnicos, necesarios para el acto creador. La composición de las artes visuales es la forma total con la que se comunica una plástica, la percepción visual es el medio idóneo para acceder a esta comunicación.

## Elementos de la composición
Los diferentes elementos visuales, conocidos como elementos de diseño, elementos formales, o elementos de arte —o equivalente a la composición dimensionalidad y tridimensionalidad—, son el vocabulario básico con el cual el artista visual se expresa. Estos elementos, separados dentro de la obra, por lo general se relacionan entre sí, y también lo hacen con la totalidad de la obra de arte.
- Medida: El tamaño de las formas. Es relativo si lo describimos en términos de magnitud y pequeñez, pero así es físicamente mensurable.
- Color: Una forma se distingue de sus cercanías por medio del color. El color se utiliza en un sentido más amplio y menos estricto que el de la cromaticidad propiamente dicha, comprendiendo no solamente las tonalidades del espectro visible sino los neutros (blanco, negro, los grises intermedios) y de la misma manera sus variaciones tonales y cromáticas.
- Textura: Se refiere a las cercanías de la superficie de una forma. Puede ser plana o decorada, suave o rugosa y puede atraer tanto al tacto como a la vista.
- Elementos de Relación. Este grupo de elementos gobierna la ubicación y la interrelación de las formas en un diseño. Algunos pueden ser percibidos, como la dirección y la posición; otros pueden ser sentidos, como el espacio y la gravedad.
- Dirección: Depende de como está relacionada con el observador, con el marco que la contiene o con otras formas cercanas.
- Posición: Es juzgada por su relación respecto al cuadro a las estructuras.
- Espacio: Puede ser ocupado o vacío, liso o puede ser ilusorio (perspectiva) para sugerir profundidad.
- Gravedad: Esta no es visual sino psicológica. Es la tendencia a atribuir pesadez o liviandad, estabilidad o inestabilidad, a formas individuales o a grupos de formas.
- Elementos Prácticos. Subyacen el contenido y el alcance de un diseño. Están más allá del alcance del mismo.
- Representación: Cuando una forma ha sido derivada de la naturaleza o del mundo hecho por el ser humano, es representativa. Puede ser realista, estilizada o semi-abstracta.
- Significado: Se hace presente cuando el diseño transporta un mensaje.
- Función: Es el propósito para que sirve el diseño.
- Ritmo: Es una sucesión armónica de formas repetidas sobre un espacio con un orden predeterminado, que generan trayectorias distintas: horizontales, verticales, diagonales, y estas producen al espectador una sensación de movimiento y recorrido por la composición.
- Factores de la composición dentro el diseño.
- Equilibrio: Es la distribución visual de los elementos para que el diseño se sienta estable y armonioso.
- Reflexión: Es la duplicación simétrica de un elemento respecto a un eje, como si se viera en un espejo.
- Rotación: Es el giro de un elemento alrededor de un punto fijo, sin cambiar su forma ni tamaño.
- Traslación : Es mover un elemento de un lugar a otro en el mismo eje, sin girarlo ni cambiar tamaño o forma.
- Contraste: Es la diferencia marcada entre elementos para destacar y generar interés visual.
- Tensión: Es la sensación de inestabilidad o energía visual creada por la disposición intencional de los elementos.
- Dilatación: Es el agrandamiento de un elemento manteniendo su forma original, para hacerlo más visible o enfatizarlo.

## Reglas o principios
La composición convencional puede ser alcanzada utilizando un número de principios:
- Centro de interés: Debe haber un punto de especial atracción o foco en la obra, previniendo que la obra se convierta en un patrón en sí misma.
- Direccionalidad: La trayectoria seguida por el ojo del espectador debe conducir la atención alrededor de todos los elementos en el trabajo, antes de conducirla fuera del cuadro.
- Ley de la mirada: Un sujeto que sugiere movimiento debe tener espacio en frente.
- El contraste: La tonalidad del color, y las diferencias de luminosidad/oscuridad dentro del cuadro.
- Evitar la simetría: Es preferible que se eviten las bisecciones exactas del espacio, excepto cuando se quiera expresar simetría.
- El tema prominente debe ser excéntrico, a menos que se desee una composición simétrica o formal, y se puede equilibrar por elementos basados en los satélites más pequeños.
- Ley del Horizonte: Preferiblemente la línea del horizonte no debe dividir la obra en dos porciones iguales, sino que debe estar ubicada de tal manera que acentúe la porción de cielo o de tierra.

### Regla de los tercios
La regla de los tercios es una pauta seguida comúnmente por los artistas visuales. El objetivo es evitar que el centro de interés y los objetos (tales como el horizonte) corten la imagen por la mitad, poniéndolos cerca de una de las líneas que dividirían la imagen en tres columnas y filas iguales, idealmente cerca de la intersección de esas líneas.

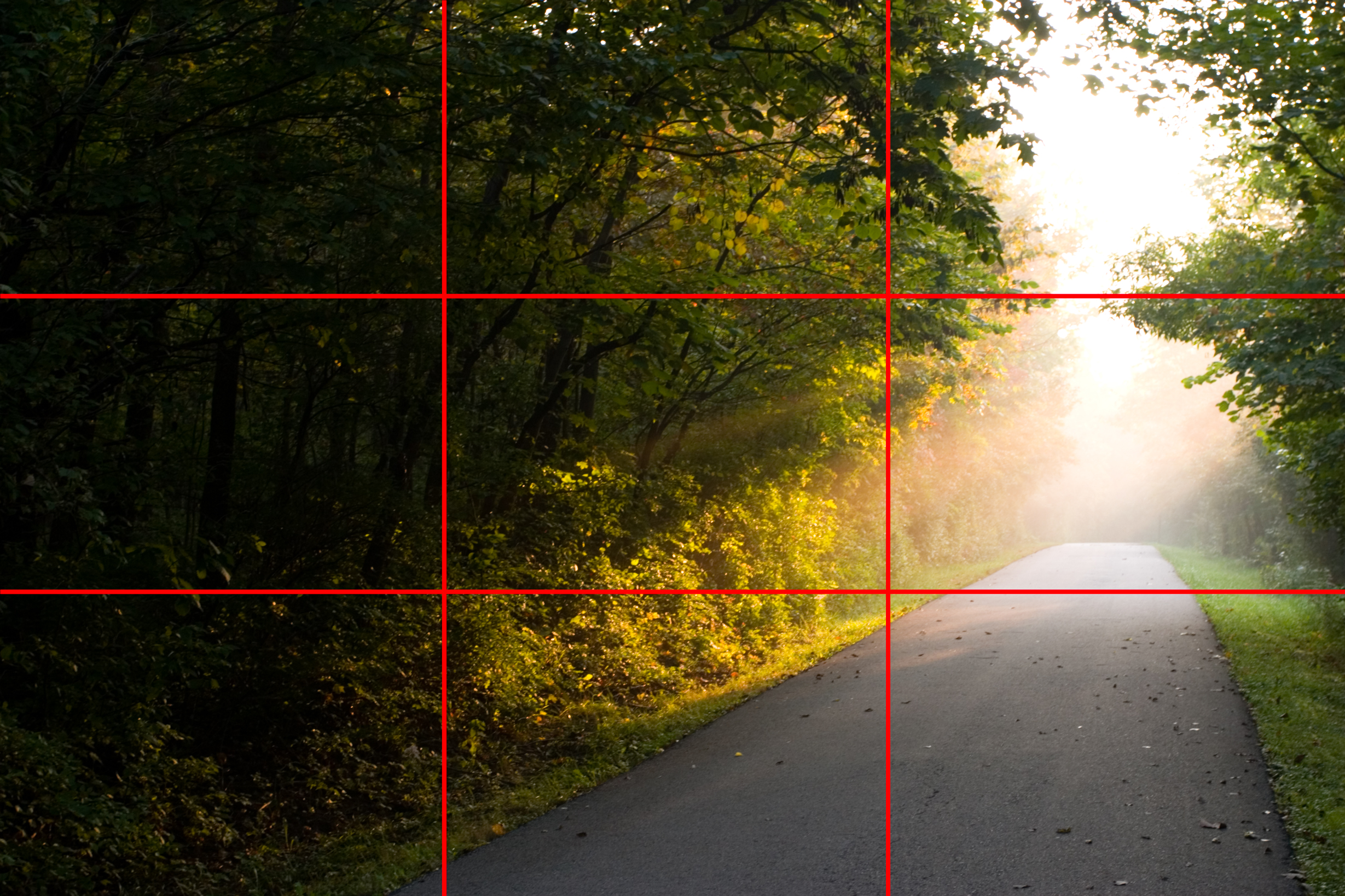
Regla de tercero: Nota cómo el horizonte baja cerca de la línea de rejilla inferior, y cómo las áreas oscuras están en el tercer izquierdo, la sobreexposición en el tercer derecho.

### Regla de los impares
La regla de los impares indica que se crea una composición más agradable cuando el centro de interés se acompaña de un número par de objetos. Se basa en la hipótesis de que los seres humanos tienden a encontrar imágenes visuales que reflejan sus propias preferencias y deseos en la vida más agradables y atractivas.
Una imagen de una persona (el centro de interés) acompañada por otras dos personas, por ejemplo, tiene más probabilidades de ser percibido como agradable y reconfortante para el espectador, que una imagen de una sola persona, sin un entorno significativo.

### Regla de la mirada o del aire
se aplica a obras de arte (fotografía, publicidad, ilustración), imaginando el objeto al que el artista quiere aplicar la ilusión de movimiento y creando una burbuja de contexto en la mente del espectador.
Esta regla afirma que toda persona o animal dentro de la foto o imagen debe tener más espacio libre hacia su parte delantera que lo que ocupa su parte trasera, al margen de la amplitud de lo abarcado en el encuadre de la toma. Esto se puede lograr, por ejemplo, dejando un espacio en blanco en la dirección de los ojos de una persona retratada que está mirando. Otro ejemplo sería cuando se fotografía a un corredor añadiendo espacio en blanco delante de él en lugar de detrás, para indicar el movimiento.

### Simplificación
Las imágenes con exceso de elementos pueden distraer de los elementos principales dentro del cuadro y hacerlo difícil de identificar el centro de interés. Disminuyendo la cantidad de elementos, existe una probabilidad más alta de que el espectador se centre en los objetos primarios de la composición. La saturación también se puede reducir a través del uso de la iluminación: mientras las áreas más brillantes de la imagen tienden a definir el centro de atención, al igual que las líneas, los cuadrados y el color, las zonas más oscuras y difusas definen zonas de menos interés en la imagen. En la pintura, el artista puede realizar un trabajo de pincel menos detallado y definido hacia los bordes del cuadro.

#### La limitación de enfoque
En la fotografía, y también a través de software tridimensional con simulación de objetivos fotográficos, la simplificación a través del enfoque consiste en utilizar una gran apertura para limitar la profundidad de campo. Cuando se utiliza correctamente en el lugar adecuado, esta técnica puede poner todo lo que no es el tema de la fotografía fuera de foco.

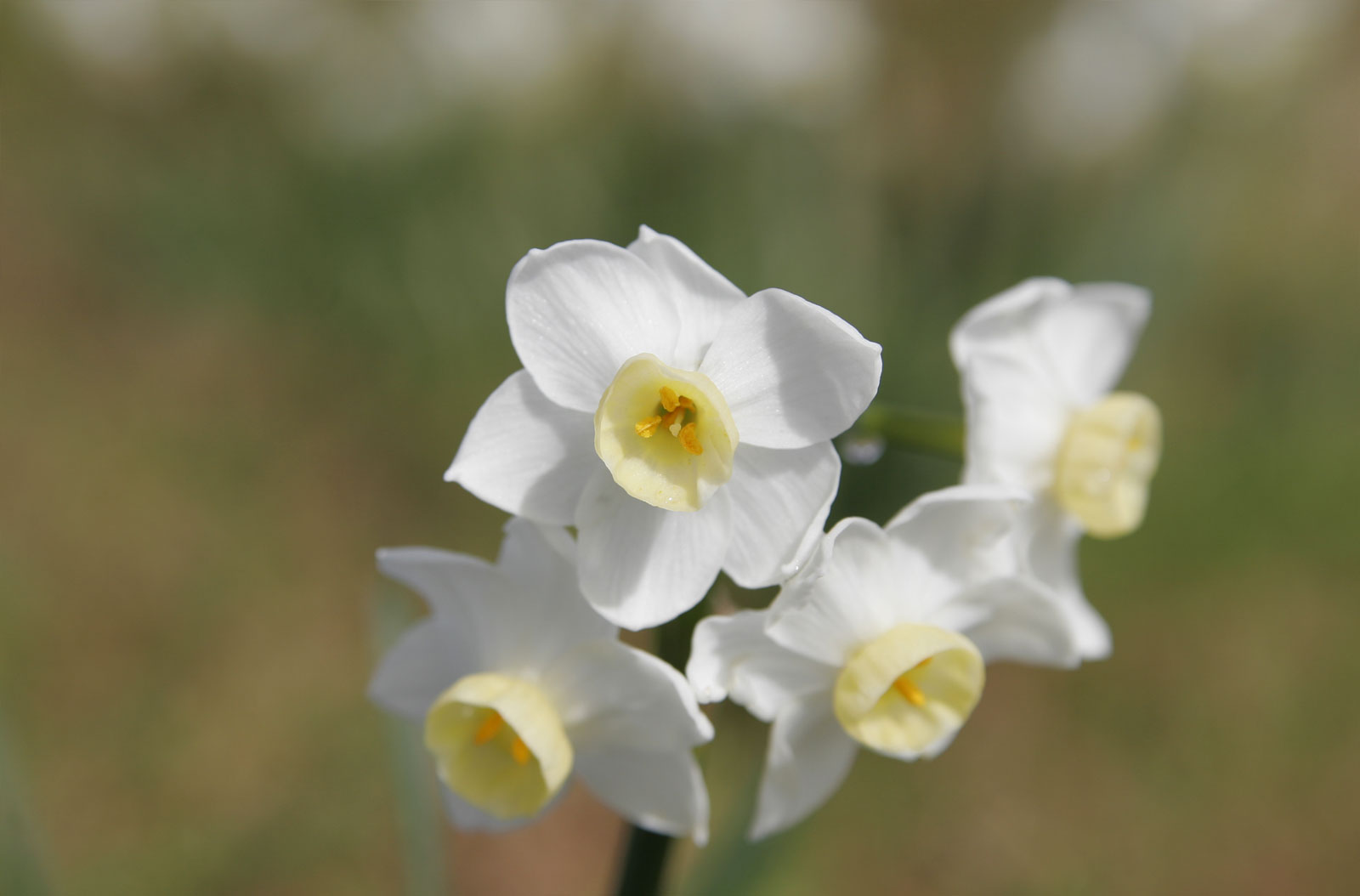
El fondo velado se centra el ojo en las flores.

Un acercamiento similar, dado el equipo derecho, es aprovecharse de Principio de Scheimpflug para cambiar el plano del foco, cambiando el centro de interés. Un ejemplo de ello es el uso de objetivos Tilt and Shift.
También se relaciona con la regla de los impares que los triángulos son una forma estéticamente placentera y preferida dentro de una imagen. En un rostro canónicamente atractivo, la cara y los ojos están ubicados dentro de las esquinas del área de un triángulo equilátero. Paul Cézanne utilizó triángulos de forma exitosa en sus composiciones de naturaleza muerta.

### Línea y forma
La línea horizontal no existe en la naturaleza; su apariencia es simplemente la ilusión de un objeto curvo de un relativamente enorme radio (la Tierra) que no puede ser medido de una manera directa. Sin embargo, las formas con segmentos de línea son consideradas elementos lineales para el artista. Por ejemplo, los cables de energía o los cordajes de los barcos. Cualquiera de estos elementos puede tener un uso fundamental en la composición de una imagen. Adicionalmente, se pueden crear líneas expresadas de forma menos directa, de forma intencional o sin intención, las cuales influyen en la dirección de la mirada del observador, como por ejemplo las áreas de los bordes de un color que hace contraste con otro, o las secuencias de elementos finitos. El exceso de líneas sin un propósito específico crean caos en la obra, y pueden entrar en conflicto con el mensaje visual que pretende representar el artista.
El movimiento es también una fuente de la línea, y la falta de definición puede también crear una reacción. Las líneas sujetas por medio de la ilusión contribuyen al humor y perspectiva lineal, dando la ilusión de la profundidad. Las líneas oblicuas transportan un sentido del movimiento y las líneas angulares transportan generalmente un sentido del dinamismo y lo tensen posiblemente. Las líneas pueden también dirigir la atención hacia el tema principal del cuadro, o contribuya a la organización dividiéndola en los compartimientos.
A menudo el cerebro, inconscientemente, lee cerca de líneas continuas entre los diversos elementos y temas en las distancias que varían.

#### Líneas rectas
Las líneas horizontales, verticales, y angulosas todas contribuyen a crear diversos estados de ánimo de un cuadro. El ángulo y la relación al tamaño del bastidor ambos trabajan para determinar la influencia que la línea tiene en la imagen. También son influenciados fuertemente por tono, color, y la repetición en lo referente al resto de la fotografía. Las líneas horizontales, encontradas comúnmente en fotografía del paisaje, dan la impresión de la calma, de la tranquilidad, y del espacio. Una imagen llenó de las líneas verticales fuertes tiende para tener la impresión de la altura, y del grandeur. Las líneas convergentes firmemente pescadas con caña dan un efecto dinámico, animado, y activo a la imagen. El punto de vista es muy importante al ocuparse de las líneas particularmente en fotografía, porque cada diversa perspectiva saca una diversa respuesta a la fotografía.

#### Líneas curvadas
Las líneas curvadas se utilizan generalmente para crear un sentido de flujo dentro de una imagen. También generalmente más estético están satisfaciendo, pues los asociamos a cosas suaves. Comparado a las líneas rectas, las curvas proporcionan una mayor influencia dinámica en un cuadro.
En fotografía, las líneas curvadas pueden dar sombras suaves cuando son resultado de una iluminación direccional suave, que da lugar generalmente a una línea estructura muy armoniosa dentro de la imagen.